# Northern soul

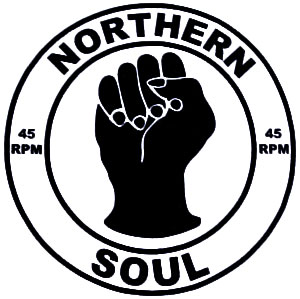
Il pugno chiuso divenne il simbolo della corrente Northern soul negli anni settanta. Voluto dal proprietario del club Torch Chris Burton, si ispira al momento in cui, durante le Olimpiadi del 1968, i due atleti Tommie Smith e John Carlos sollevarono un pugno guantato di nero in segno di protesta contro il razzismo verso gli afroamericani da parte dei bianchi.

Northern soul è il nome di una subcultura musicale, diffusasi nell'Inghilterra settentrionale e le Midlands a partire dai tardi anni sessanta e che raggiunse il massimo della popolarità negli anni settanta. Il Northern soul nacque dal culto dei britannici del Nord per tutti quei brani soul e R&B, ritmati e potenzialmente commerciali, ma che avevano avuto scarso successo negli Stati Uniti. Oltre a indicare tali brani e i loro interpreti, il termine Northern soul indica il contesto dei club inglesi in cui le suddette tracce venivano trasmesse. Il Northern soul prende quindi il nome dal territorio in cui veniva ballato e ascoltato e non dall'autentico luogo in cui esso era nato artisticamente. Il Northern soul è sopravvissuto nei decenni seguenti con alcune evoluzioni fino ai giorni nostri.
Tra le figure che vengono maggiormente apprezzate dal Northern soul vi sono cantanti e gruppi afroamericani come Major Lance, Gloria Jones, Rose Battiste, The Elgins, Little Anthony and The Imperials, Dobie  Gray, Edwin Starr e Archie Bell, così come disc jockey britannici come Ian Levine e Colin Curtis.

## Definizione e caratteristiche
Il termine "Northern soul" venne coniato nel 1968 da Dave Godin, giornalista musicale, collezionista e proprietario di un negozio di dischi a Londra, per offrire una panoramica della musica da lui venduta, ovvero oscure produzioni soul (ad esempio Tainted Love di Gloria Jones, Skiing in the Snow degli Invitations e Heaven Must Have Sent You degli Elgins), che erano acquistati dai tifosi di calcio del Nord dell'Inghilterra quando giungevano nella capitale. Godin parlò del Northern soul su alcune riviste, contribuendo così alla diffusione del termine. In un'intervista del 2002 dichiarò:
(Dave Godin)
Ciò che caratterizza in primis il Northern soul è la passione della classe operaia britannica del Nord per un certo tipo soul ritmato e veloce, in stile Motown o Stax, prodotto in città come Chicago e New York che, in madrepatria, aveva avuto successo per un breve periodo oppure era stato del tutto ignorato. Tuttavia, a dispetto di quello che si potrebbe pensare, gli artisti della Motown non erano apprezzati dagli appassionati della corrente in quanto avevano avuto successo ed erano ritenuti troppo "commerciali". A differenza dei giovani dell'Inghilterra del Sud, che preferivano un soul più lento e funk, come quello di James Brown e Sly Stone, dismettendo in parte il loro interesse per l'R&B (che aveva invece contraddistinto la prima Swinging London dei mod) a favore della psichedelia, dell'acid rock e dei suoni progressive rock, quelli del Nord preferivano uno stile più frenetico e vivace. Questi ultimi non volevano aver a che fare con il prog ma, piuttosto, approfondire uno stile che invogliasse lo spirito comunitario e spronasse al ballo. Il soul ha la particolarità di essere incentrato sulla voce e di rivolgersi ad una comunità, trovando pertanto dei punti in comune con le cerimonie delle chiese battiste, il gospel e le proteste per i diritti dei neri degli anni sessanta. Per gli appassionati, la voce e gli strumenti diventano estensioni del corpo, non solo di chi suona (si pensi alle performance di James Brown), ma anche di chi balla o ascolta. Con l'evolversi e il diffondersi di altre espressioni musicali afroamericane come il funk, i DJ iniziarono a proporre musica fuori catalogo molto più lenta e si sviluppò una produzione musicale fatta ad hoc per gli amanti del genere.
Una figura di primaria importanza nel Northern soul era quella del disc jockey. Secondo essi,  la loro bravura era determinata soprattutto dalla rarità dei dischi da loro trasmessi: più un brano era sconosciuto, più era improbabile che altri locali fossero a conoscenza degli stessi, il che garantiva ai DJ e i loro locali il merito di aver "riscoperto" un brano ignorato.
Il Northern soul creò un universo del tutto autonomo dall'industria musicale dell'epoca: i brani suonati durante una serata Northern soul erano infatti incisi su dischi da sette pollici originali dell'epoca fuori catalogo. Il fenomeno, superati i confini regionali, favorì la ristampa, legalmente e illegalmente, dei dischi in questione e vista l'enorme domanda e la relativa rarità dei dischi più ballati, i prezzi giunsero a costare alte cifre.

## Estetica e abbigliamento

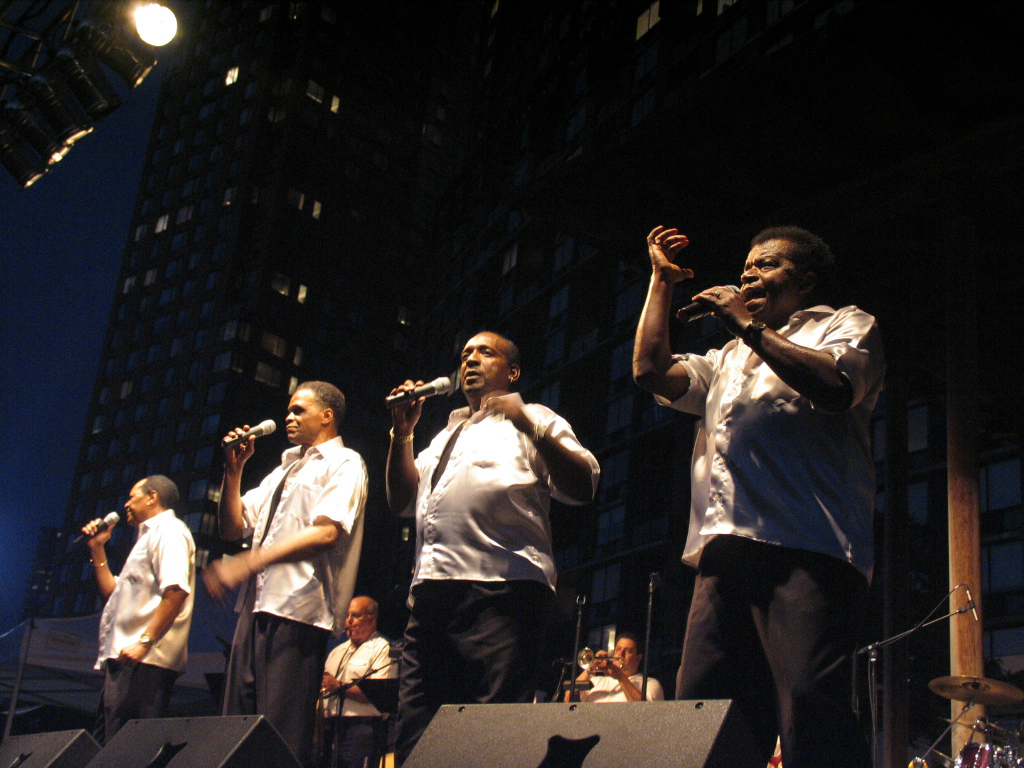
I Little Anthony and The Imperials nel 2006

Il Northern soul rappresenta un'estensione della scena mod e condivide con essa l'interesse per la musica nera e gli scooter, così come il consumo di droghe. L'abbigliamento degli appassionati del Northern soul è pressoché il medesimo di quello mod, con l'introduzione del guanto nero, da indossare nella mano destra. Altro tratto distintivo era caratteristica la borsa da bowling con le toppe dei loghi delle serate a cui si è partecipato, in cui mettere il cambio e le scarpe da ballo. Nel Wigan Casino si utilizzava invece un look diverso che facilitasse il ballo, che abbina canottiere a pantaloni larghi, ma attillati alla vita e ai glutei.

## Storia

### Premessa

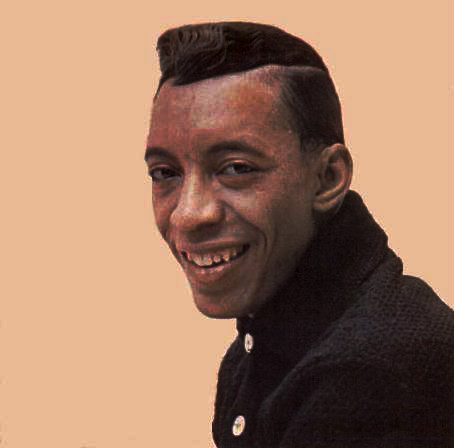
Major Lance nel 1965

Durante la metà degli anni sessanta, poco prima della nascita del Northern soul, si assistette all'esplosione di etichette minori, come la Ric-Tic e la Wheelsville, che, grazie ai bassi costi di produzione, pubblicarono moltissima musica R&B/soul nella speranza di lanciare nuovi artisti. Tuttavia, se si escludono alcuni successi su scala regionale, gran parte di quello che producevano si rivelarono dei fiaschi commerciali.
Originariamente il Northern soul era chiamato rare soul. Stando alle fonti, il primo a specializzarsi nella vendita di dischi rare soul fu il proprietario di una tabaccheria di Blackpool di nome Gary Wilde.

### Origini e successo
Il Northern soul nacque e si sviluppò alla fine degli anni sessanta. Il primo locale fu il Twisted Wheel di Manchester. In seguito, quando questo venne chiuso nel 1971, la tradizione venne portata avanti dal Torch di Tunstall e il sopracitato Casino di Wigan.
La corrente continuò a guadagnare in notorietà durante la metà degli anni settanta. DJ come Ian Levine del Mecca (1971-80), così come i Kev Roberts, Russ Winstanley e Richard Sterling del Wigan (1973-81) contribuirono alla notorietà del Northern soul.

### Ultimi sviluppi
Nei due decenni seguenti il Northern soul conobbe fortune alterne. Durante gli anni ottanta, chiusi i locali storici, la scena fu portata avanti in nuovi locali quali il Top Of The World di Stafford, dove lavoravano come Dj Dave Thorley, Richard Searling, Ian Clark e Pat Brady, o gli allnighter del 100 Club al numero 100 di Oxford Street, Londra, supportati da Harboro Horace alias Ady Croasdell, che assemblò le compilation della Kent Records dedicate al soul. Tuttavia, dal momento che i disc jockey si affidavano esclusivamente su brani già usciti, erano sempre meno i brani da rilanciare.

## Impatto culturale
Il Northern soul ebbe un'eco significativa nella cultura pop inglese. Il successo della corrente portò all'apertura di locali specializzati in altre parti del paese, Londra compresa e permise ai Soft Cell di pubblicare la cover da numero uno in classifica di Tainted Love. Inoltre, ispirò la scena gay/Hi-NRG di cui Ian Levine era il massimo esponente e un certo filone house nord britannico. Il Northern soul è citato nei romanzi Tutta un'altra musica di Nick Hornby e Skagboys di Irvine Welsh.

## Accoglienza
Simon Reynolds ha un'opinione decisamente negativa nei confronti della scena. Sostiene infatti che, oltre a essere diventata un «culto della mediocrità», «si ritagliò un curioso ruolo liberatorio all'interno del sistema, quello di trasformare la ridondanza e lo spreco in fondamento culturale e fonte di gioia per un'élite operaia.» Durante la metà degli anni ottanta, alcuni esponenti del Northern soul, lamentarono il fatto che, in tale periodo, venissero lanciati dei dischi, da loro considerati scarsi, soltanto perché considerati rari.